# ISO 31-4
ISO 31-4 är den del av den internationella standarden ISO 31 som definierar namn och symboler för kvantiteter och enheter relaterade till värme. Den ersätts av ISO 80000-5.
Dess definitioner inkluderar:
| Kvantitet                    | Kvantitet | Enhet                                         | Enhet  | Enhet | Anmärkningar |
| Namn                         | Symbol    | Namn                                          | Symbol | Definition | Anmärkningar |
| ---------------------------- | --------- | --------------------------------------------- | ------ | --- | --- |
| termodynamisk temperatur     | T, ( Θ )  | kelvin                                        | K      | Kelvin är bråkdelen 1/273,16 av den termodynamiska temperaturen för vattnets trippelpunkt.                    | För praktiska mätningar definierar den internationella temperaturskalan från 1990 flera fixpunkter och interpoleringsprocedurer. |
| Celsiustemperatur            | t, φ      | grad Celsius                                  | °C     | Graden Celsius är ett specialnamn för enheten kelvin, som används för att ange värden för Celsius-temperatur. | t = T − T0, där T0 = 273,15 K |
| linjär expansionskoefficient | α l       | reciproka kelvin, kelvin upphöjt till minus 1 | K −1   | | {\displaystyle \alpha _{l}={\frac {1}{l}}{\frac {l}{T}}}                                                                         |
| ...                          |           |                                               |        | | |

Bilaga A till ISO 31-4 listar värmeenheter baserade på fot, pund och sekund och några andra enheter, inklusive graden Rankine, grader Fahrenheit, brittisk termisk enhet och andra. Bilaga B listar omvandlingsfaktorer för tre versioner av kaloriintaget.